# Llista Conjunta
La Llista Conjunta o Llista Unificada (àrab: القائمة المشتركة, al-Qāʾima al-Muxtaraka; hebreu: הָרְשִׁימָה הַמְּשֻׁתֶּפֶת, HaReshima HaMeshutefet‎) fou una coalició electoral d'Israel formada majoritàriament per partits representants de la comunitat àrab del país i que es mantingué entre els anys 2015 i 2022.

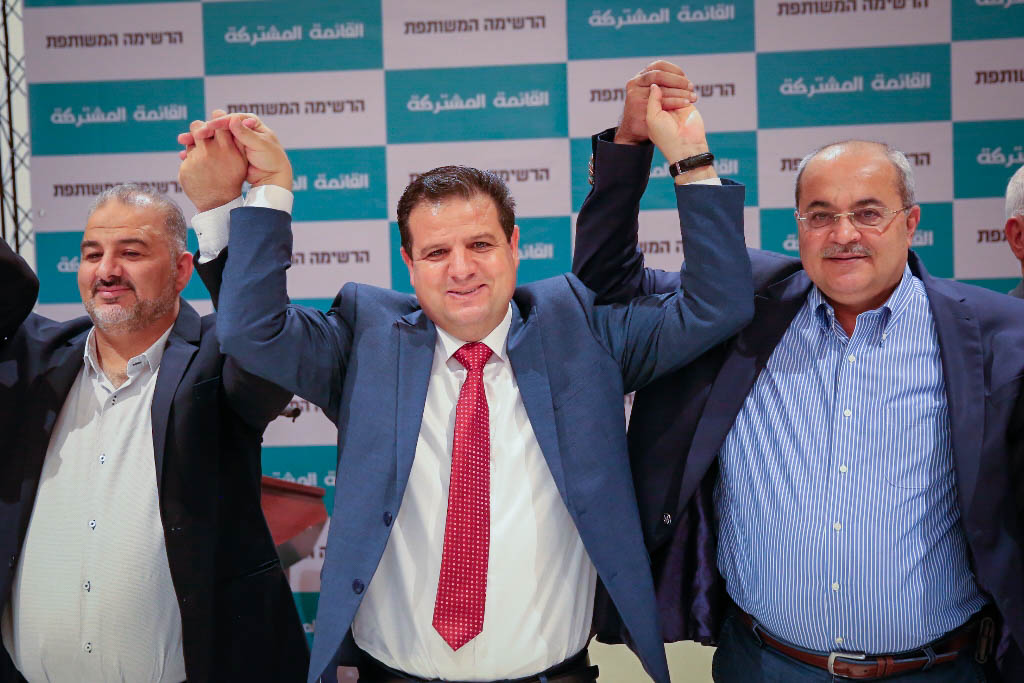
Ahmad Tibi, Ayman Odeh i Mansour Abbas en el moment de l'anunci de l'establiment de la coalició el 2014

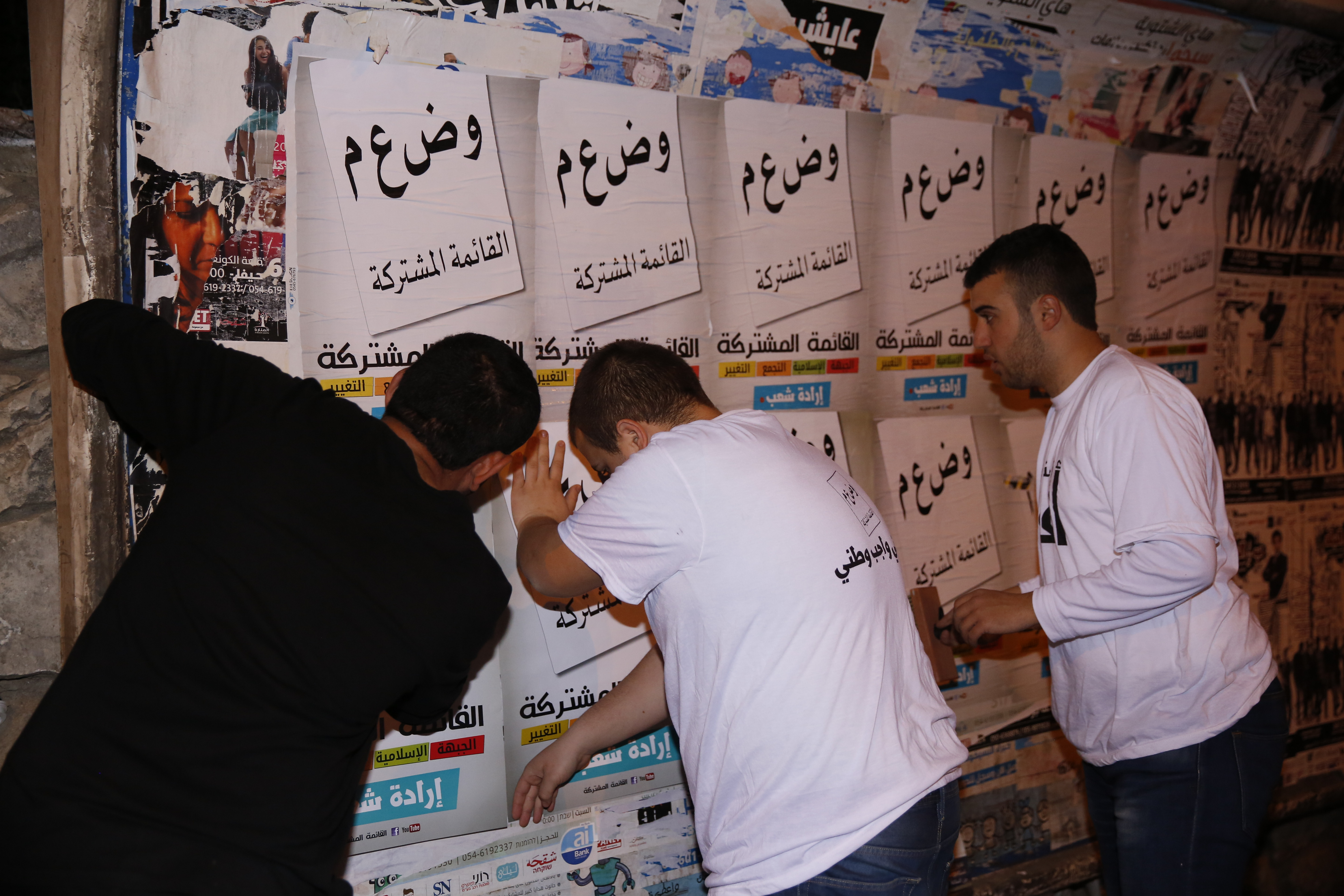
Activistes de la Llista Conjunta durant la campanya de les eleccions de 2015

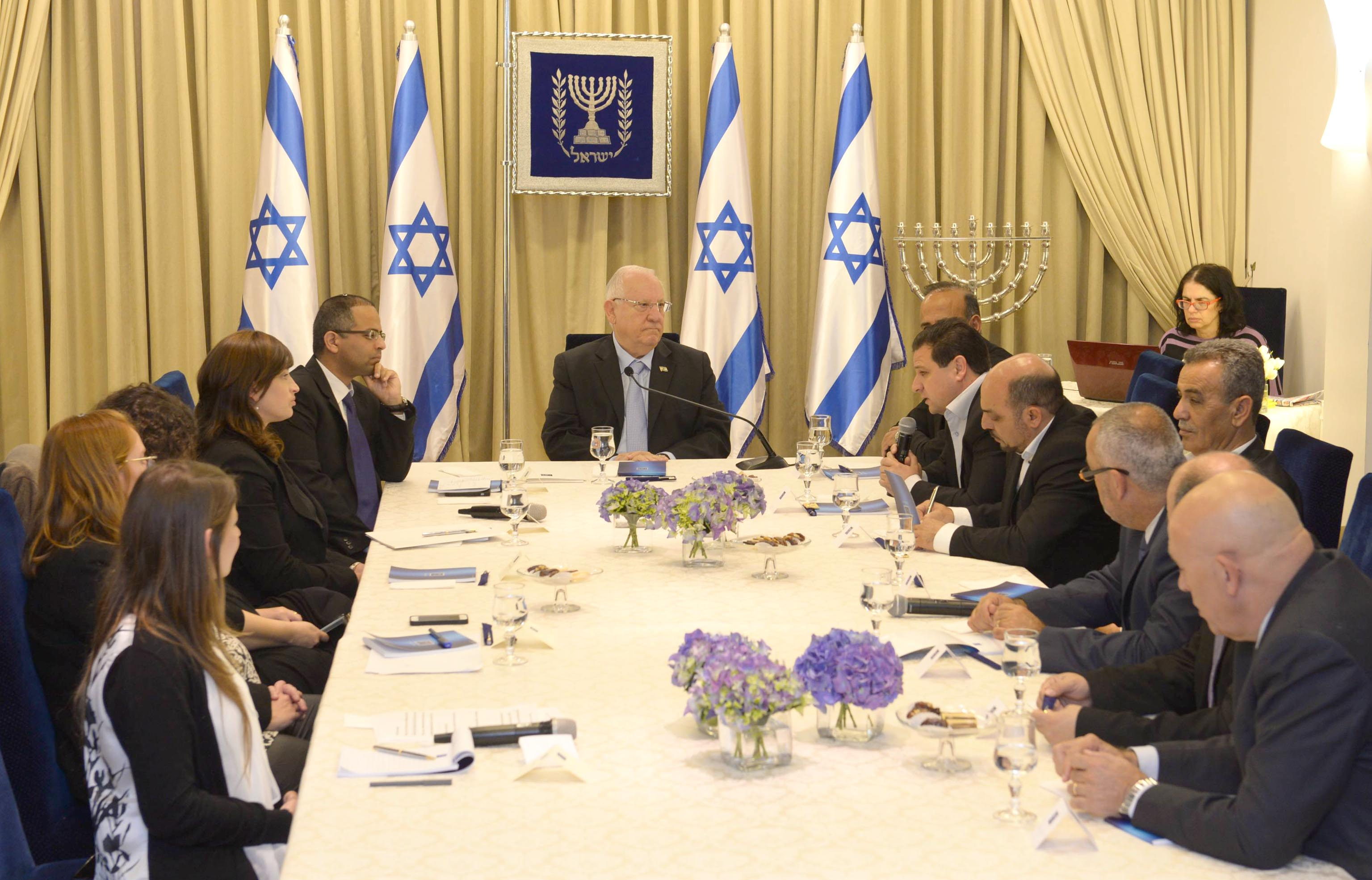
Membres de la Llista Conjunta durant el procés de consultes amb el president d'Israel Reuven Rivlin després de les eleccions de 2015

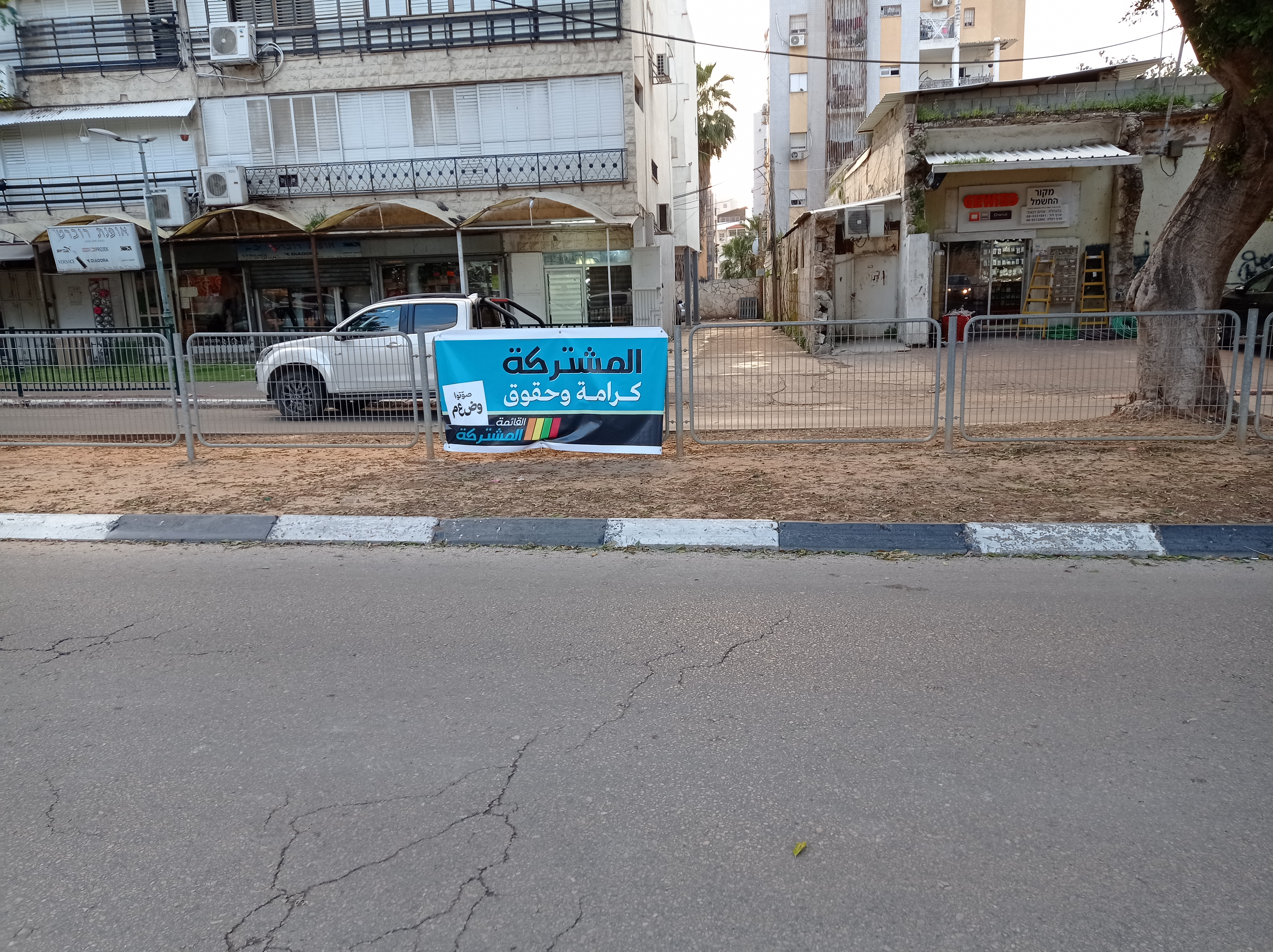
Pancarta de la Llista Conjunta per a les eleccions de 2021 a la ciutat de Lod

## Història
La coalició fou creada per a concórrer a les eleccions legislatives d'Israel de 2015 com a resultat de l'aliança entre el partit comunista Hadaix i les formacions àrabs Llista Àrab Unida, Ta'al i Balad, que es presenten per primera vegada plegats des de la creació de l'Estat d'Israel. Aconseguiren 13 escons a la Kenésset. A les següents eleccions, les d'abril de 2019 no repetiren la coalició, obtenint 6 escons la coalició Hadaix - Ta'al i 4 la de Llista Àrab Unida - Balad. Les eleccions s'hagueren de repetir en no aconseguir-se formar un govern i les quatre formacions acordaren presentar-se novament de forma conjunta. En aquestes eleccions de setembre de 2019, aconseguiren revalidar els 13 escons que havien aconseguit l'última vegada que s'havien presentat units i es mantingueren units de cara a la repetició electoral de març de 2020.
La Llista Àrab Unida decidí presentar-se en solitari a les eleccions de 2021 i no com a part de la coalició. Aquest partit, considerat musulmà conservador, demanava que tota la Llista Conjunta votés unida en contra de propostes relacionades amb el col·lectiu LGBT i també volia més llibertat per votar amb la dreta. El líder del partit, Mansour Abbas havia defensat aconseguir aliances amb Netanyahu i partits de la dreta amb la intenció de servir millor a la població àrab. Precisament, Netanyahu havia fet esforços per tal d'aconseguir vot àrab en aquestes eleccions, amb una visita a Natzaret on rebé el suport del seu batlle i amb la inclusió, per primera vegada, d'un musulmà a la llista del Likud.
El 15 de setembre, quan faltava molt poc perquè s'acabés el termini per presentar les llistes electorals per a les eleccions de 2022, els membres de la Llista Conjunta anunciaren que no es presentarien units, tot presentant-se els partits Hadaix i Ta'al per un costat i Balad per un altre. El motiu fou la disconformitat per part de Balad amb la confecció de la llista electoral, atès que a Balad li tocaven els llocs tercer i sisè però el sisè lloc, en cas de sortir elegit, s'havia de rotar durant la legislatura amb membres dels altres dos partits. Balad estava d'acord en la rotació d'aquest diputat però només amb Ta'al, corresponent així mitja legislatura a cada partit.

## Ideologia
La llista és ideològicament diversa i inclou comunistes, socialistes, feministes i nacionalistes àrabs; i fins 2021 també incloïa islamistes. El partit és considerat antisionista i vol representar la minoria àrab d'Israel, de la qui rep la major part dels vots. Durant la campanya per les eleccions de 2020 feren una campanya en ídix, rus i amhàric per tal d'atreure vots de minories jueves.

## Líders
|  | Líder | Líder      | Inici | Final |
|  | ----- | ---------- | ----- | ----- |
|  |       | Ayman Odeh | 2015  | 2022  |

## Composició
| Partit | Partit            | Ideologia                             | Posició            | Final coalició |
| ------ | ----------------- | ------------------------------------- | ------------------ | -------------- |
|        | Hadaix            | Comunisme, socialisme, ecosocialisme  | Extrema esquerra   | setembre 2022  |
|        | Ta'al             | Nacionalisme àrab, secularisme        | Partit d'arreplega | setembre 2022  |
|        | Balad             | Panarabisme, nacionalisme d'esquerres | Esquerra           | setembre 2022  |
|        | Llista Àrab Unida | Nacionalisme àrab, islamisme          | Partit d'arreplega | febrer 2021    |

## Resultats electorals
| Elecció       | Vots                                                                                  | %                                                                                     | Escons                                                                                | +/–                                                                                   |
| ------------- | ------------------------------------------------------------------------------------- | ------------------------------------------------------------------------------------- | ------------------------------------------------------------------------------------- | ------------------------------------------------------------------------------------- |
| 2015          | 446.583                                                                               | 10,61                                                                                 | 13 / 120                                                                              | 2                                                                                     |
| Abril 2019    | Es presenten Hadaix i Ta'al en una llista i la Llista Àrab Unida i Balad en una altra | Es presenten Hadaix i Ta'al en una llista i la Llista Àrab Unida i Balad en una altra | Es presenten Hadaix i Ta'al en una llista i la Llista Àrab Unida i Balad en una altra | Es presenten Hadaix i Ta'al en una llista i la Llista Àrab Unida i Balad en una altra |
| Setembre 2019 | 457.984                                                                               | 10,43                                                                                 | 13 / 120                                                                              | 3                                                                                     |
| 2020          | 581.507                                                                               | 12,67                                                                                 | 15 / 120                                                                              | 2                                                                                     |
| 2021          | 212.583                                                                               | 4,82                                                                                  | 6 / 120                                                                               | 5                                                                                     |

Notes:
1. ↑   Es considera la diferència amb els escons que els partits que formaven la coalició havien aconseguit per separat en les anteriors eleccions.
2. ↑   La coalició no s'havia presentat en les anteriors eleccions d'abril de 2019. Es compara amb els escons que aconseguiren per separat.
3. ↑   Es compara amb els 11 escons que tenien els partits que formen part de la coalició el 2021, atès que la Llista Àrab Unida, que tenia quatre representants, es presentà per separat a aquestes eleccions.